# Sommer-Paralympics 2012/Judo
Bei den Sommer-Paralympics 2012 in London wurden in insgesamt 13 Wettbewerben im Judo Medaillen vergeben. Die Entscheidungen fielen zwischen dem 30. August und dem 1. September 2012 im Exhibition Centre London.

## Männer

### Superleichtgewicht (bis 60 kg)
| Platz | Land | Sportler              |
| ----- | ---- | --------------------- |
| 1     | AZE  | Ramin Ibrahimov       |
| 2     | CHN  | Li Xiaodong           |
| 3     | ALG  | Mouloud Noura         |
| 3     | GBR  | Ben Quilter           |
| 5     | JPN  | Takaaki Hirai         |
| 5     | KOR  | Lee Min-Jae           |
| 7     | CAN  | Justin Karn           |
| 7     | USA  | Ronald Alex Hawthorne |

### Halbleichtgewicht (bis 66 kg)
| Platz | Land | Sportler               |
| ----- | ---- | ---------------------- |
| 1     | UKR  | Davyd Khorava          |
| 2     | CHN  | Zhao Xu                |
| 3     | VEN  | Marcos Falcon Tovar    |
| 3     | ALG  | Sid Ali Lamri          |
| 5     | ESP  | David García del Valle |
| 5     | JPN  | Makoto Hirose          |
| 7     | AZE  | Bayram Mustafayev      |

### Leichtgewicht (bis 73 kg)
| Platz | Land | Sportler              |
| ----- | ---- | --------------------- |
| 1     | UKR  | Dmytro Solovey        |
| 2     | UZB  | Sharif Khalilov       |
| 3     | RUS  | Schachban Kurbanow    |
| 3     | MEX  | Eduardo Ávila         |
| 5     | VEN  | Mauricio Briceño Diaz |
| 5     | JPN  | Hidekatsu Takahashi   |
| 7     | IRI  | Mohammadali Shanani   |
| 7     | TUR  | Halil Ibrahim Onel    |

### Halbmittelgewicht (bis 81 kg)
| Platz | Land | Sportler                |
| ----- | ---- | ----------------------- |
| 1     | UKR  | Oleksandr Kosinov       |
| 2     | AGR  | José Effron             |
| 3     | CUB  | Isao Rafael Cruz Alonso |
| 3     | DEU  | Matthias Krieger        |
| 5     | ESP  | Abel Vazquez            |
| 5     | RUS  | Anatoli Schewtschenko   |
| 7     | GBR  | Daniel Powell I         |
| 7     | IRI  | Nataj Seyed Mirhassan   |

### Mittelgewicht (bis 90 kg)
| Platz | Land | Sportler                 |
| ----- | ---- | ------------------------ |
| 1     | CUB  | Jorge Hierrezuelo        |
| 2     | GBR  | Sam Ingram               |
| 3     | ARG  | Jorge Lencina            |
| 3     | USA  | Dartanyon Davon Crockett |
| 5     | IRI  | Hani Asakereh            |
| 5     | RUS  | Oleg Kretsul             |
| 7     | BRA  | Roberto Julian Santos    |
| 7     | MGL  | Ganbat Dashtseren        |

### Halbschwergewicht (bis 100 kg)
| Platz | Land | Sportler          |
| ----- | ---- | ----------------- |
| 1     | KOR  | Choi Gwang-Geun   |
| 2     | USA  | Myles Porter      |
| 3     | BRA  | Antonio Tenorio   |
| 3     | RUS  | Vladimir Fedin    |
| 5     | IRI  | Hamid Alizade     |
| 5     | DEU  | Oliver Upmann     |
| 7     | GBR  | Joe Ingram        |
| 7     | JPN  | Aramitsu Kitazono |

### Schwergewicht (über 100 kg)
| Platz | Land | Sportler          |
| ----- | ---- | ----------------- |
| 1     | JPN  | Kento Masaki      |
| 2     | CHN  | Wang Song         |
| 3     | CUB  | Yangaliny Jimenez |
| 3     | AZE  | İlham Zəkiyev     |
| 5     | HUN  | Wilians Silva     |
| 5     | IRI  | Hamzeh Nadri      |
| 7     | CAN  | Tony Walbi        |
| 7     | KOR  | Jung-Min Park     |

## Frauen

### Superleichtgewicht (bis 48 kg)
| Platz | Land | Sportler          |
| ----- | ---- | ----------------- |
| 1     | GER  | Carmen Brussig    |
| 2     | TPE  | Lee Kai-Lin       |
| 3     | RUS  | Wiktoria Potapowa |
| 3     | UKR  | Julija Halinska   |
| 5     | BRA  | Karla Cardoso     |
| 5     | CHN  | Xiao-Li Huan      |
| 7     | ESP  | Laura García      |
| 7     | FRA  | Solene Laclau     |

### Halbleichtgewicht (bis 52 kg)
| Platz | Land | Sportler             |
| ----- | ---- | -------------------- |
| 1     | DEU  | Ramona Brussig       |
| 2     | CHN  | Wang Lijing          |
| 3     | BRA  | Michelle Ferreira    |
| 3     | UKR  | Nataliya Nikolaychyk |
| 5     | RUS  | Alessja Stepanjuk    |
| 5     | FRA  | Sandrine Martinet    |
| 7     | TUR  | Gulhan Kilicu        |
| 7     | JPN  | Shizuka Hangai       |

### Leichtgewicht (bis 57 kg)
| Platz | Land | Sportler                |
| ----- | ---- | ----------------------- |
| 1     | AZE  | Afag Sultanova          |
| 2     | BRA  | Lucia Da Silva Teixeira |
| 3     | ESP  | Maria Monica Merenciano |
| 3     | TUR  | Duygu Cete              |
| 5     | USA  | Cynthia Paige Simon     |
| 5     | FRA  | Marion Coadou           |
| 7     | JPN  | Mayumi Yoneda           |

### Halbmittelgewicht (bis 63 kg)
| Platz | Land | Sportler                  |
| ----- | ---- | ------------------------- |
| 1     | CUB  | Dalidaivis Rodriguez      |
| 2     | CHN  | Zhou Qian                 |
| 3     | BRA  | Daniele Bernades Da Silva |
| 3     | ESP  | Marta Arce                |
| 5     | VEN  | Naomi Soazo               |
| 5     | FIN  | Paivi Tolppanen           |
| 7     | SWE  | Nicolina Pernheim         |
| 7     | TUR  | Serife Koseoglu           |

### Mittelgewicht (bis 70 kg)
| Platz | Land | Sportler                  |
| ----- | ---- | ------------------------- |
| 1     | ESP  | Carmen Herrera            |
| 2     | RUS  | Tatiana Savostyanova      |
| 3     | HUN  | Nikolett Szabó            |
| 3     | CHN  | Zhou Qian                 |
| 5     | Me   | Lenia Ruvalcaba           |
| 5     | USA  | Christella Josette Garcia |
| 5     | BLR  | Arina Kachan              |

### Schwergewicht (über 70 kg)
| Platz | Land | Sportler           |
| ----- | ---- | ------------------ |
| 1     | CHN  | Yuan Yanping       |
| 2     | TUR  | Nazan Akin         |
| 3     | RUS  | Irina Kaljanowa    |
| 3     | ALG  | Zoubida Bouazoug   |
| 5     | BRA  | Deanne Silva       |
| 5     | USA  | Katie Lee Davis    |
| 5     | FRA  | Celine Manzuoli    |
| 5     | BUL  | Mihayilova Ivomira |

## Medaillenspiegel Judo
| Medaillenspiegel Judo | Medaillenspiegel Judo  | Medaillenspiegel Judo | Medaillenspiegel Judo | Medaillenspiegel Judo | Medaillenspiegel Judo |
| Platz                 | Land                   | G                     | S                     | B                     | Gesamt                |
| --------------------- | ---------------------- | --------------------- | --------------------- | --------------------- | --------------------- |
| 01                    | Ukraine                | 3                     | 0                     | 2                     | 5                     |
| 02                    | Kuba                   | 2                     | –                     | 2                     | 4                     |
| 03                    | Aserbaidschan          | 2                     | –                     | 1                     | 3                     |
| 03                    | Deutschland            | 2                     | –                     | 1                     | 3                     |
| 05                    | China                  | 1                     | 5                     | 1                     | 7                     |
| 06                    | Spanien                | 1                     | –                     | 2                     | 3                     |
| 07                    | Japan                  | 1                     | –                     | –                     | 1                     |
| 07                    | Südkorea               | 1                     | –                     | –                     | 1                     |
| 09                    | Russland               | –                     | 1                     | 4                     | 5                     |
| 10                    | Brasilien              | –                     | 1                     | 3                     | 4                     |
| 11                    | Argentinien            | –                     | 1                     | 1                     | 2                     |
| 11                    | Vereinigtes Königreich | –                     | 1                     | 1                     | 2                     |
| 11                    | Türkei                 | –                     | 1                     | 1                     | 2                     |
| 11                    | Vereinigte Staaten     | –                     | 1                     | 1                     | 2                     |
| 15                    | Chinesisch Taipeh      | –                     | 1                     | –                     | 2                     |
| 15                    | Usbekistan             | –                     | 1                     | –                     | 1                     |
| 17                    | Algerien               | –                     | –                     | 3                     | 3                     |
| 18                    | Ungarn                 | –                     | –                     | 1                     | 1                     |
| 18                    | Mexiko                 | –                     | –                     | 1                     | 1                     |
| 18                    | Venezuela              | –                     | –                     | 1                     | 1                     |